# Haplophyllum telephioides
Haplophyllum telephioides är en vinruteväxtart som beskrevs av Pierre Edmond Boissier. Haplophyllum telephioides ingår i släktet Haplophyllum och familjen vinruteväxter. Inga underarter finns listade i Catalogue of Life.